# Hîrcești, Ungheni
Hîrcești este satul de reședință al comunei cu același nume  din raionul Ungheni, Republica Moldova.

## Aria protejată, „Luncă cu coada-vulpii de lângă Hîrcești”

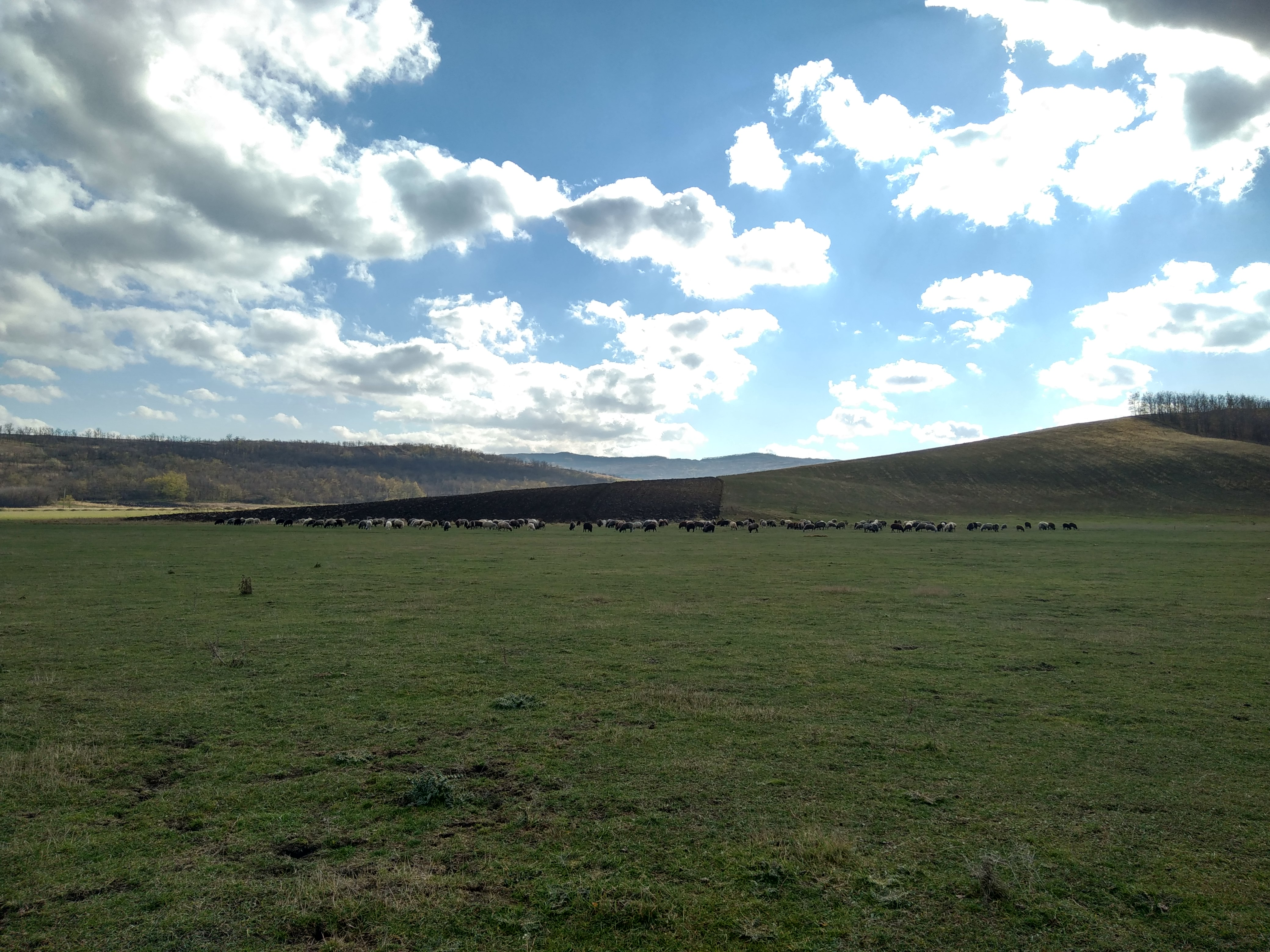
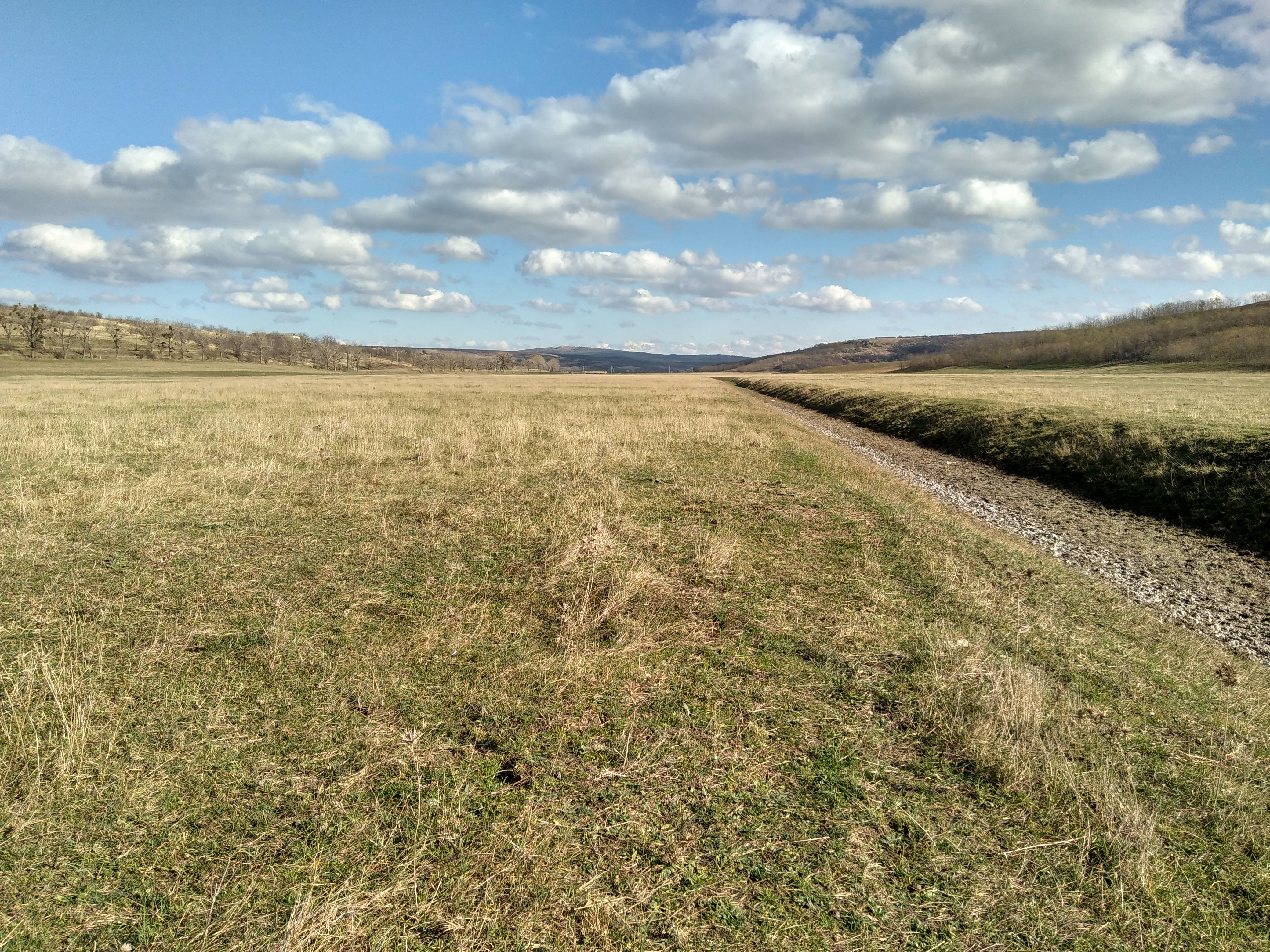
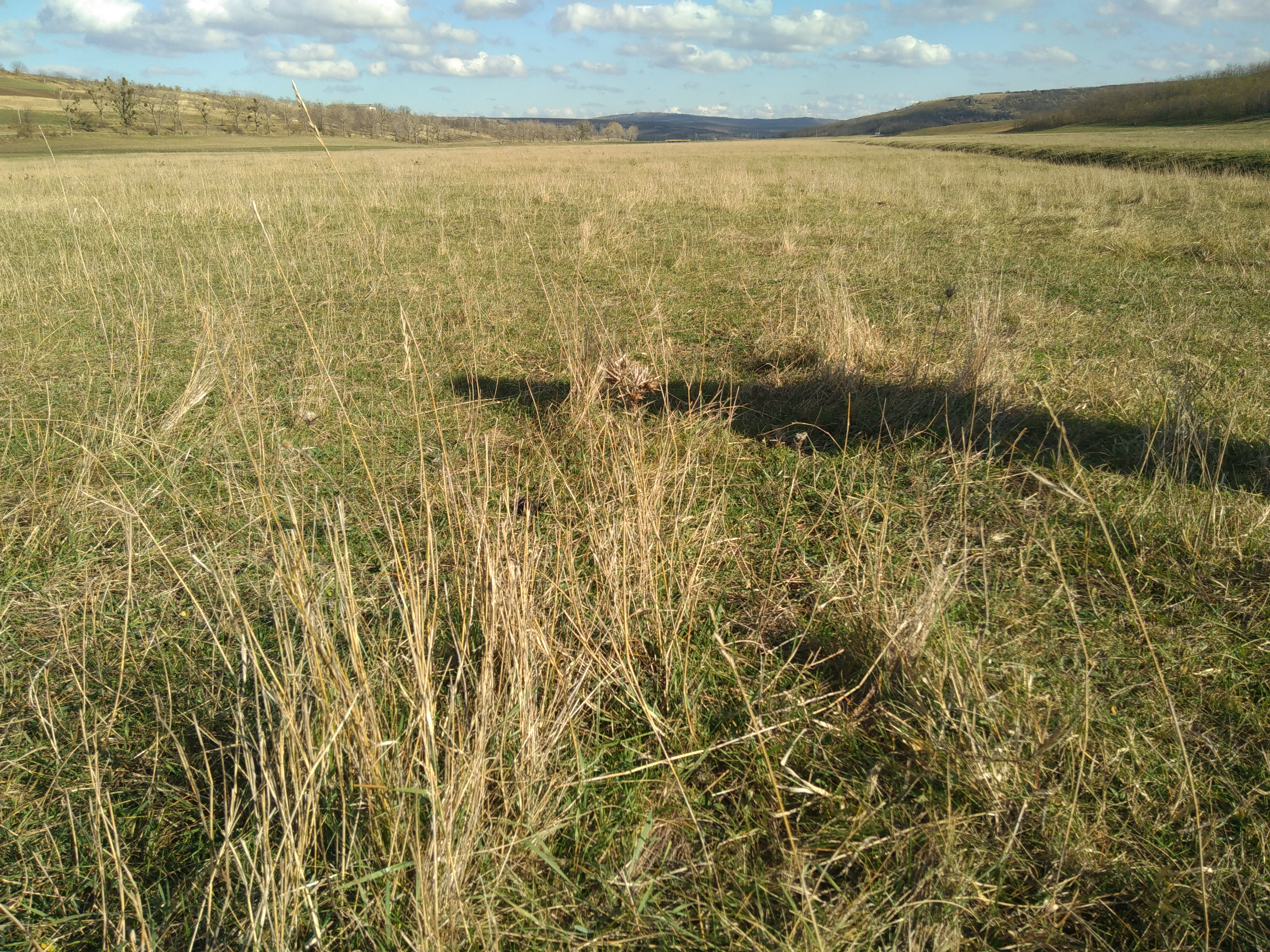
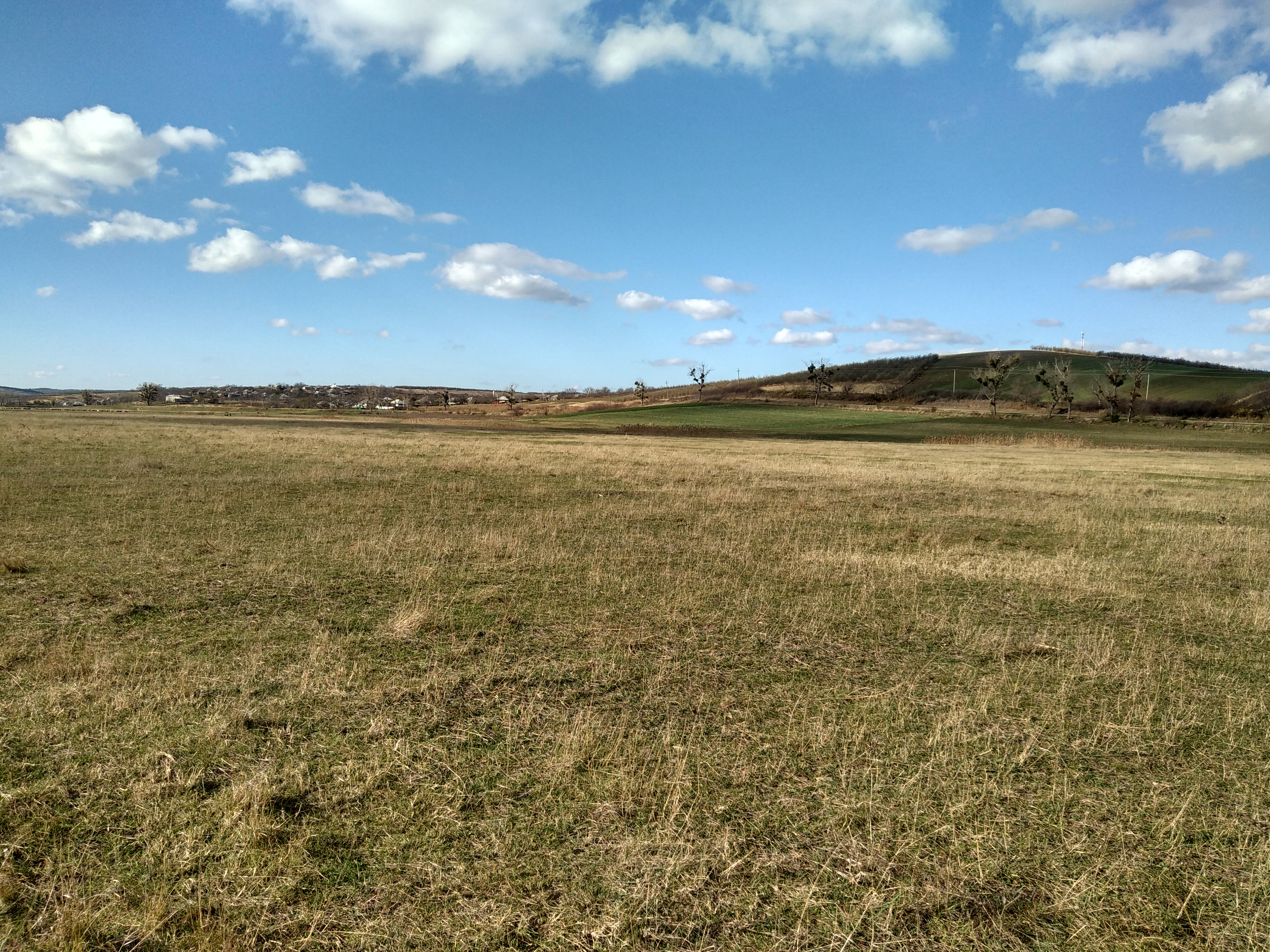
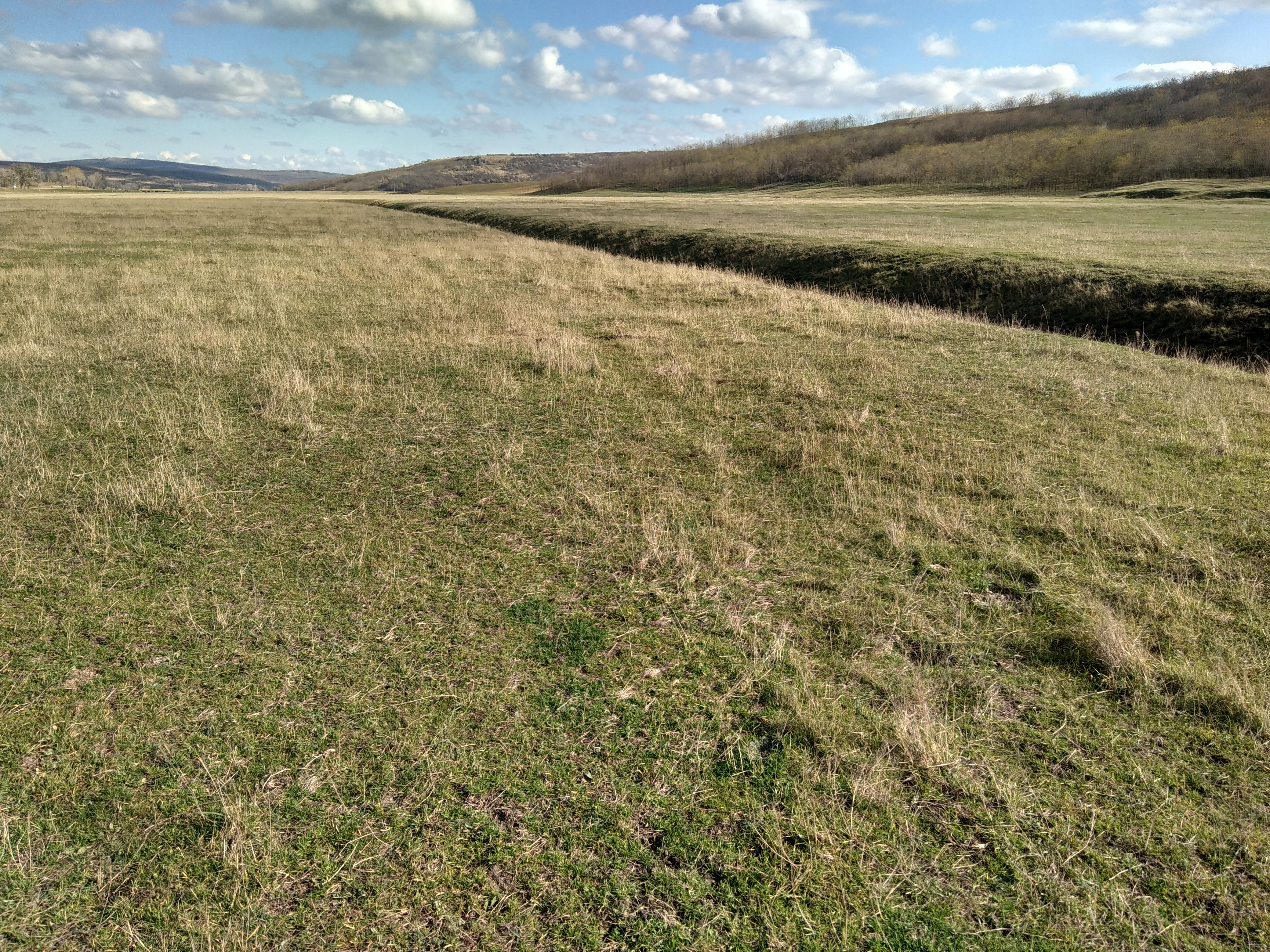